# Elektroakustika
Elektroakustika  je věda, která se zabývá zvukem, jeho šířením, jeho záznamem a reprodukcí za použití elektroniky. Věda, která zasahuje do části vědního oboru akustiky a rovněž zasahuje do části vědního oboru elektroniky, významné postavení v elektroakustice mají měniče.

## Základní měniče
- Přeměna akustické energie na elektrickou energii – akusticko-elektrické měniče (mikrofony)
- Přeměna mechanického pohybu na elektrickou energii – mechanicko-elektrické měniče (přenosky)
- Přeměna elektrické energie na akustickou energii – elektro-akustické měniče (reproduktory)
- Přeměna elektrické energie na magnetickou energii a naopak – elektro-magnetické a magneticko-elektrické měniče (magnetofonové hlavy)[2]